# Feed (filme)
Feed (br: Feed - Fome Assassina) é um filme de terror policial australiano de 2005, dirigido por Brett Leonard. A trama envolve uma investigação policial sobre o fetiche sexual por comida, onde o "alimentador" irá alimentar 'ganhadores' (um homem / mulher que recebe o prazer sexual de comer e engordar). O filme explora temas sobre dominação, submissão, amor e poder. O caso dentro do filme tem muitas semelhanças com o de Armin Meiwes, o chamado "Canibal Rotenburg". Recebeu apenas 40% de aprovação no Rotten Tomatoes.

## Sinopse
Policial com uma grande dose de suspense e que trata de um tipo de crime, de certa forma, bem bizarro. Um policial australiano descobre um site pornográfico chamado Feeder. Ao investigar a página, ele descobre que ela pertence e um norte-americano que tem uma tara por mulheres obesas. Porém, seu fetiche vai até as últimas conseqüências quando ele resolve alimentar suas vítimas até a morte, tudo registrado em vídeo e depois colocado na internet. O policial australiano, querendo impedir que novos crimes ocorram, parte para os EUA em busca do criminoso. Porém, ali, ele vai enfrentar diversos problemas, entre eles o fato de sua patente impedir que ele dê voz de prisão ao assassino.

## Elenco
- Alex O'Loughlin como Michael Carter
- Patrick Thompson como Phillip Jackson
- Gabby Millgate como Deidre
- Jack Thompson como Richard
- Rose Ashton como  Abbey
- Matthew Le Nevez como Nigel
- David Field como Pai Turner